# لوسلیا سانتوس
لوسلیا سانتوس (پرتغالی: Lucélia Santos؛ زادهٔ ۲۰ مهٔ ۱۹۵۷) کارگردان فیلم و بازیگر اهل برزیل است. وی از سال ۱۹۷۶ میلادی تاکنون مشغول فعالیت بوده‌است.
از فیلم‌ها یا مجموعه‌های تلویزیونی که وی در آن‌ها نقش داشته‌است، می‌توان به کدبانوهای وامانده و لوس دل فوئگو اشاره نمود.